# Ippodromo di Chilivani Don Deodato Meloni
L'ippodromo di Chilivani si trova nella frazione di Chilivani, in comune di Ozieri.

## Storia
Tra il 1860 e il 1867 era attivo a Sassari il "Deposito stalloni per la Sardegna" per la produzione equina anche a scopi militari.
Con il regio decreto del 14 febbraio 1874 venne fondato ad Ozieri un distaccamento del Deposito stalloni di Pisa, dal 1876 sede del deposito stalloni per la Sardegna.
Nel 1886 ottenne autonomia gestionale ed operativa occupandosi dell'organizzazione del servizio di fecondazione equina dell'isola.
L'attività iniziò con 14 stalloni di cui 12 orientali puri tra i quali Osmanié, di origine siriana.
Il numero di stalloni aumentò arrivando ad essere 28 nel 1882, 56 nel 1896 arrivando al massimo di 159 nel 1928.
Con la nascita di strutture dedicate allo svolgimento di competizioni con cavalli nel 1910 il direttore Eusebio Grattarola presentò un progetto per la costruzione di un ippodromo costruito dopo la prima guerra mondiale sulle proprietà del cavaliere Luigi Comida e inaugurato il 27 maggio 1921 alla presenza del re Vittorio Emanuele III con 10.000 spettatori presenti.
L'attività dell'ippodromo proseguì fino allo scoppio della seconda guerra mondiale per riprendere a partire dal 1946. Venne nel frattempo costruito in Sardegna anche l'ippodromo di Cagliari e i centri di allenamento ad Oristano e Porto Torres mentre l'ippodromo di Sassari fu inaugurato nel 1952.
L'impianto venne ristrutturato nel 1976 e a partire da tale date vennero introdotte le scommesse al totalizzatore entrando nel 1998 nella rete delle scommesse delle agenzie ippiche italiane.
Nel 2009 venne istituita la Società Ippodromo di Chilivani-Ozieri s.r.l. per la gestione dell'impianto, che ha anche la funzione di centro di allenamento con circa 220 cavalli stanziali